# In The Glare of Burning Churches
In The Glare of Burning Churches – piąte demo polskiej grupy muzycznej Graveland. Wydawnictwo ukazało się w maju 1993 roku nakładem wytwórni muzycznej Witching Hour Records. Tytuł nawiązywał do fali podpaleń kościołów, jaka wówczas miała miejsce w Norwegii. W 1996 ukazało się na płycie CD, wydane nakładem No Colours Records wzbogacone o kompozycje: "Hordes of Empire" i "The Gates to the Kingdom of Darkness". W tym samym roku ukazała się też wersja LP, wydana w nakładzie 500 egzemplarzy wspólnie z minialbumem The Celtic Winter.

## Lista utworów
Opracowano na podstawie materiału źródłowego.
| 1. "Intro" – 01:02 2. "In the Glare of Burning Churches" – 04:10 3. "The Night of Fullmoon" – 05:03 4. "The Dark Dusk Abyss" – 02:19 5. "Through the Occult Veil" – 04:03 6. "For Pagan and Heretic's Blood" – 02:44 7. "Outro" – 03:33 |

## Twórcy
Opracowano na podstawie materiału źródłowego.
- Robert "Rob Darken" Fudali – śpiew, gitara elektryczna, instrumenty klawiszowe
- Grzegorz "Karcharoth" Jurgielewicz – gitara elektryczna, gitara basowa
- Maciej "Capricornus" Dąbrowski – perkusja

## Wydania
|      |  | MC | Witching Hour Records |
| 1996 |  |    |                       |